# 大学eラーニング協議会
大学eラーニング協議会（だいがくいーらーにんぐきょうぎかい、英名：University e-Learning Association、略称：UeLA）は、eラーニングを積極的に推進する大学やe-ラーニングに関わる法人を会員として、教育・運用方法に関するノウハウの共有や会員相互間の交流、e-ラーニングを活用した教材の開発・公開などを行う協議会。2009年6月に設立された。
東日本大震災で被災した大学に対する支援として、高度教育基盤（大学eラーニング協議会に参加する大学が保有する授業用教材やeラーニング環境を自由に利用可能にするシステム）の提供を行っている。
協会では、「共通基盤教育」としての基盤教育向けeラーニング教材の共同利用を目指しており、英語、日本語、数学、情報などのリメディアル教材、SPIなどのキャリア支援教材などが一定の条件で利用できる。

## 提供教材
基盤教育向けeラーニング教材としてMoodle版とSolomon版が用意されている。プレイスメントテスト、到達度テストの教材も用意される。
- 英語（中学英文法）
- 日本語
- 数学（中学/高校）
- 大学初級数学
- 統計的データ解析
- 情報
- SPI

（他多数）

## 幹事校
- 岩手県立大学
- 愛媛大学
- 大手前大学
- 金沢大学
- 熊本大学
- 佐賀大学
- 信州大学
- 創価大学
- 公立千歳科学技術大学
- 帝塚山大学
- 長岡技術科学大学
- 山梨大学

## 加盟大学
- 愛知医科大学
- 愛知大学
- 茨城大学
- 江戸川大学
- 追手門学院大学
- 大阪大学
- 岡山理科大学
- 小樽商科大学
- 尾道市立大学
- 金沢学院大学
- 金沢工業大学
- 畿央大学
- 近畿大学
- 九州工業大学
- 京都情報大学院大学
- 工学院大学
- 國學院大學
- 国際医療福祉大学大学院
- 桜の聖母短期大学
- 札幌医科大学
- 札幌学院大学
- 札幌大学
- 湘南工科大学
- 東京家政大学
- 東洋大学
- 電気通信大学
- 名古屋学院大学
- 名古屋工業大学
- 日本工業大学
- 八戸工業大学
- 福岡女学院大学
- 防衛大学校
- 北翔大学
- 北星学園大学
- 北海道医療大学
- 室蘭工業大学
- 桃山学院大学
- 酪農学園大学
- 和歌山大学

## 賛助会員
- 特定非営利活動法人サイバー・キャンパス・コンソーシアムTIES （NPO法人CCC-TIES）
- オックスフォード大学出版局株式会社 （オックスフォード大学出版局）
- 株式会社カルク
- 株式会社デジタル・エデュケーショナル・サポート
- 株式会社ナレロー
- 株式会社マクミランランゲージハウス
- 株式会社メイドインクリニック
- 株式会社ワオ・コーポレーション
- こだまリサーチ株式会社